# Stephen Powers

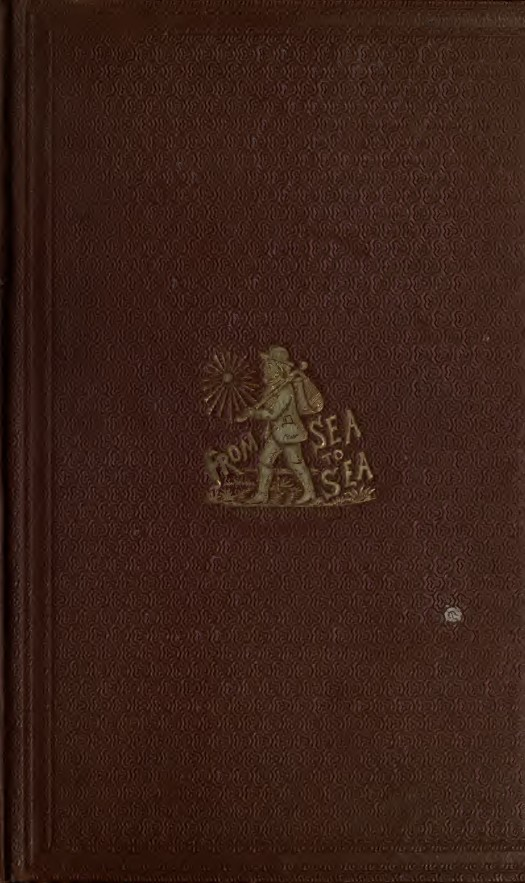
Afoot and Alone: A Walk from Sea to Sea by the Southern Route. Adventures and Observations in Southern California, New Mexico, Arizona, Texas, etc. (1872)

Stephen Powers (* Juli 1840 in Waterford, Washington County, USA; † 2. April 1904 in Jacksonville (Florida), USA) war ein US-amerikanischer Journalist, Ethnograph und Historiker, der sich besondere Verdienste um die Erforschung und Dokumentation der Indianerstämme Kaliforniens erwarb.

## Leben
Geboren und aufgewachsen in Waterford (Ohio) besuchte er die University of Michigan und machte dort 1863 seinen Abschluss. Während des Sezessionskrieges begleitete Powers die Unions-Armee als Korrespondent des Cincinnati Commercial, einem Vorläufer des Cincinnati Enquirer.
1869 verließ Powers Ohio in Richtung Westen. Er wanderte quer durch die südlichen und westlichen Bundesstaaten bis zu seinem Ziel San Francisco in Kalifornien. Nach seiner Ankunft schrieb Powers über seine Erfahrungen und Beobachtungen und veröffentlichte diese als Buch 1871.

## Verdienste
Zwischen 1871 und 1876 reiste Stephen Powers tausende Meilen zu Fuß und Pferd durch den Norden, die zentrale Küstenregion von Kalifornien und das Kalifornische Längstal. Powers wurde sehr vertraut mit den verschiedenen charakteristischen Gruppen und Stämmen kalifornischer Indianer. Er studierte ihre Lebensweise, insbesondere spirituelle und religiöse Glauben und Zeremonien, Sprachen, Erzählungen, Mythologie, Kunsthandwerk (Korbflechterei, Felsbilder, Schnitzerei, Töpferei), Behausungen und Gerätschaften.
Er studierte gleichfalls ihre Methoden des Umgangs mit Pflanzen und Tieren für ihre Ernährung, Kleidung, Medizin und Werkzeuge. Powers beobachtete und dokumentierte die Anpassungen, die Umstände und Konsequenzen des Aufeinanderprallens der Kulturen während der Missionstätigkeit, eines Jahrhunderte der Invasion und Inbesitznahme des Indianerlandes durch spanische, mexikanische und europäisch-amerikanische Einwanderer.
Stephen Powers veröffentlichte seine verschiedenen ethnographischen Studien in einer Artikelserie, die zuerst in der Zeitschrift Overland Monthly von 1872 bis 1877 erschienen.

### Tribes of California
In der Folge verarbeitete Stephen Powers seine Forschungen und Dokumentationen sowie weiteres Material in einem Buch. Es wurde 1877 als Teil der durch Bundesmittel finanzierten Serie Geographical and Geological Survey of the Rocky Mountain Region veröffentlicht. Diese wurde von dem renommierten Geologen John Wesley Powell herausgegeben, damals Direktor der United States Geological Survey im Innenministerium und des Bureau of Ethnological Studies der Smithsonian Institution.
Alfred L. Kroeber, ein Anthropologe, Direktor der University of California, Berkeley, des Museums für Anthropologie in Berkeley und Dekan der Native Californian Ethnologists sagte über Powers’ Buch Tribes of California „…, it will always remain the best introduction to the subject.“ (etwa: „…, es wird immer die beste Einführung in diesen [Forschungs-]Gegenstand sein.“)

## Erbe
Sein Buch und seine Artikel werden von seiner Alma Mater verwaltet, der University of Michigan, welche sie als Teil des Projekts Making of America, einem Gemeinschaftsprojekt der wichtigsten US-amerikanischen Universitäten, online veröffentlichte.

## Werke
- Afoot and Alone: A Walk from Sea to Sea by the Southern Route, Adventures and Observations in Southern California, New Mexico, Arizona, Texas, etc. Columbian Book Company, Hartford, Connecticut 1871.
- The Northern California Indians: A Reprinting of 19 Articles on California Indians Originally Published 1872–1877. 1872. (Robert F. Heizer (Hrsg.) (= Contributions of the University of California Archaeological Research Facility. No. 25). Berkeley 1975).
- Stephen Powers: Tribes of California. University of California Press, Berkeley/ Los Angeles 1876, S. 21 (englisch, archive.org [abgerufen am 22. August 2012] Reprint 1976).